# Oldsmobile
Oldsmobile va ser una marca d'automòbils, una divisió de General Motors (GM). Va ser fundada com a empresa independent per Ransom E. Olds el 1897, encara que més tard GM la va adquirir i passà a ser-ne una divisió. Oldsmobile va fabricar automòbils durant els seus 107 anys d'existència; en total 35,2 milions de cotxes.
Quan va desaparéixer, Oldsmobile era la marca supervivent més antiga dels Estats Units, i una de les més antigues del món, per darrere de Daimler i Peugeot.

## Història

### Inicis

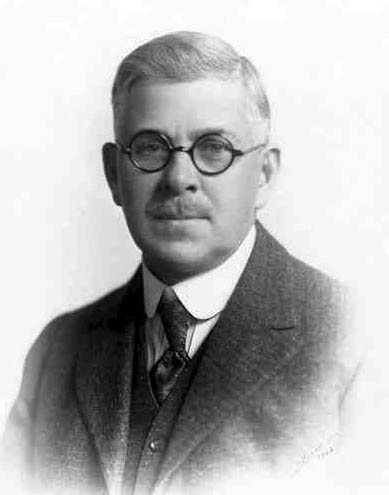
Ramsom E. Olds

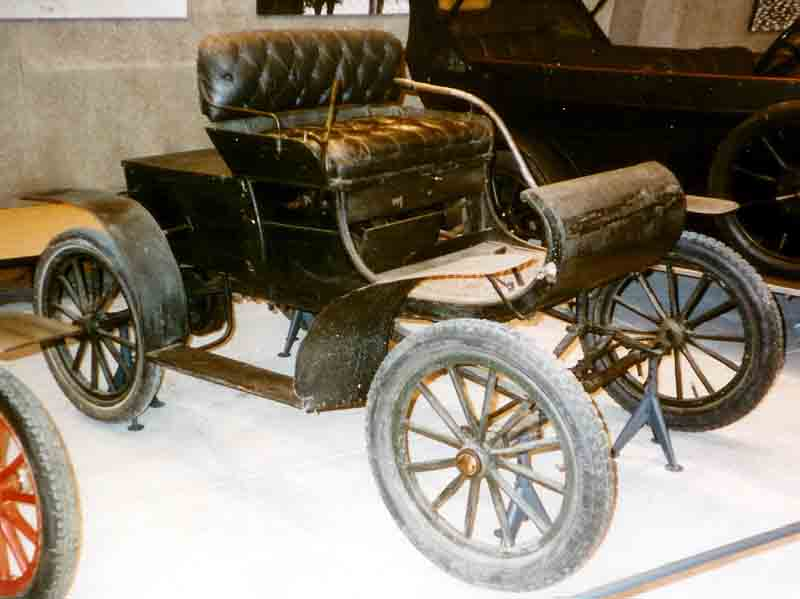
Oldsmobile Curved Dash del 1902

Oldsmobile 10HP Tonneau del 1904

Oldsmobile 7HP Curved-dash runabout del 1904

Els primers Oldsmobile van ser fabricats per l'empresa que Ramsom E. Olds va fundar l'any 1897 a Lansing, Michigan: l’Olds Motor Vehicle Comany. El 1901 la companyia va produir 425 automòbils, tota una fita en aquells temps i convertint-la, durant uns anys, en la marca d'automòbils més venudes als Estats Units. Degut a problemes financers Ramson Olds va abandonar la companyia i va crear la REO Motor Car Company. El 1908 l'empresa de William Durant, General Motors va adquirir la companyia, passant a ser una divisió de GM. De forma gradual, Oldsmobile s'orientarà cap a la producció de vehicles esportius d'alta gamma i vehicles "experimentals" (de disseny atrevit).
Del 1901 al 1904 l'Oldsmobile Curved Dash va ser el primer automòbil del món en ser produït en massa en una cadena de muntatge, encara que molts cops es menciona al Ford Model T, que va ser el primer fabricat en una cadena mòbil.
El 1910 el Limited Touring va representar un punt important per la companyia. Destaca l'equipament de pneumàtics "blanques", tapisseria de pell, un motor de 6 cilindres en línia i 11.5 L que desenvolupa una potència de 60 CV, i un estàrter Robert Bosch GmbH Magneto i espai per a 5 persones, amb un preu de 4.600 dòlars. Les opcions són compta-kilòmetres, rellotge i parabrises completament recobert de vidre. També va existir una versió limusina amb un preu de 5.800 dòlars. Mentrestant que Oldsmobile va vendre en 3 anys 725 unitats, el cotxe va ser recordat per guanyar una cursa contra la locomotora 20th Century Limited, un esdeveniment immortalitzat en una pintura de William Hardner Foster.
Durant la Primera Guerra Mundial la producció d'automòbils va suspendre's. Posteriorment, presentarà el Model 46 "Thoroughbred" de 7 seients equipat amb un motor "Northway" V8. D'aquesta manera, Oldsmobile esdevé la marca d'automòbils "experimentals" de GM. El 1926 fou la primera a oferir un paquet d'equipament on s'usava el crom platejat.

### Anys 30
Dels anys 30 fins als anys 90, Oldsmobile usarà una designació de 2 dígits: el primer dígit es correspon a la mida de la carrosseria (6, 7, 8 i 9) i el segon dígit es correspondrà al núm. de cilindres (6 i 8).
Als anys 40 els Oldsmobile van ser els primers a equipar una transmissió plenament automàtica, la Hydra-Matic, que no usava embragatge i que s'oferia en opció a tots els models d'Olsmobile.
Als anys 50 la nomenclatura va canviar de nou, i els paquets d'equipament s'associaven amb el nombre de models: El resultat va ser que l'Oldsmobile 88 s'oferia el Dynamic 88 (paquet base), Delta 88 (millor equipat) i Super 88 (màxim equipament). Quan va retirar-se el Oldsmobile 98, la seva llarga comercialització al mercat va convertir-lo en el model que més temps ha estat a la venda als Estats Units.

### Anys 50

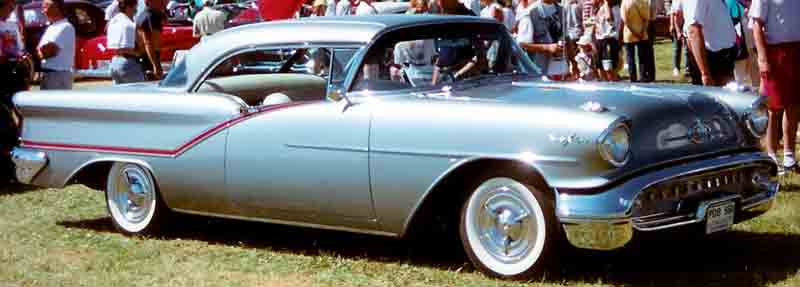
Oldsmobile 98 del 1957

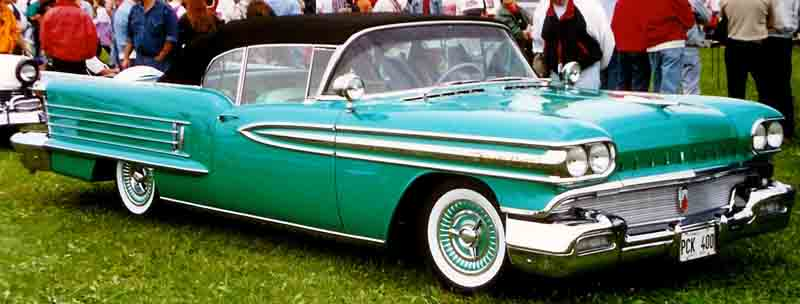
Oldsmobile descapotable del 1958 on es pot apreciar l'ús massiu del crom

Olsmobile entra als anys 50 oferint la gamma de motors "Rocket", on el "Rocket" V8 va ser el líder en prestacions, considerats en general com els cotxes més ràpids del mercat i el disseny de mitjans dels anys 50 va ser el primer que ofereix una graella àmplia "open maw".
Oldsmobile va oferir el 1949 el primer automòbil de General Motors en rebre una versió realment hardtop (sostre dur) el 1949, i va ser la primera divisió (juntament amb Buick i Cadillac) en rebre un vidre davanter corbat, una tendència que tots els fabricants estatunidencs usaren algun temps durant els anys 1953-1964.
El disseny "Forward Look" de Virgil Exner que tenien els Chrysler van afectar General Motors. A títol d'exemple, un Oldsmobile es veia antiquat al costat d'un De Soto, marca que compartia el mateix mercat. Aquest problema el tenia també Oldsmobile i era a causa d'un error de disseny, que GM va anomenar-lo "Strato Roof", que donava un disseny del vidre posterior massa corbat, sumat també al disseny dels fars posteriors -allargats-. Els consumidors no els va agradar aquest disseny i això va obligar a GM a redissenyar-ho.
Durant aquests anys Estats Units va començar a sentir els efectes de la primera recessió econòmica post Segona Guerra Mundial i les vendes d'automòbils van caure. Olsmobile, Buick i Cadillac van rebre un sever restyling i el crom va emergir de forma notable, tant que se'ls va anomenar "chromemobile". L'any següent, el 1958, els Oldsmobile reben un frontal molt estilitzat i 4 fars davanters. Als laterals rep uns adornaments consistents en 2 tires per als models 88 i de 3 tires per als Super 88 i en els models 98 de crom que s'acabaven a mitja carrosseria. De mitja carrosseria fins al portaequipatges s'equipa amb 4 línies laterals també de crom. La part de sota del para-xocs laterals també rep el crom i els para-xocs s'arrodoneixen als laterals (també amb crom) i al vidre posterior rep un marc també cromat i en el portaequipatges s'hi posen 2 estrelles cromades.

### Anys 60

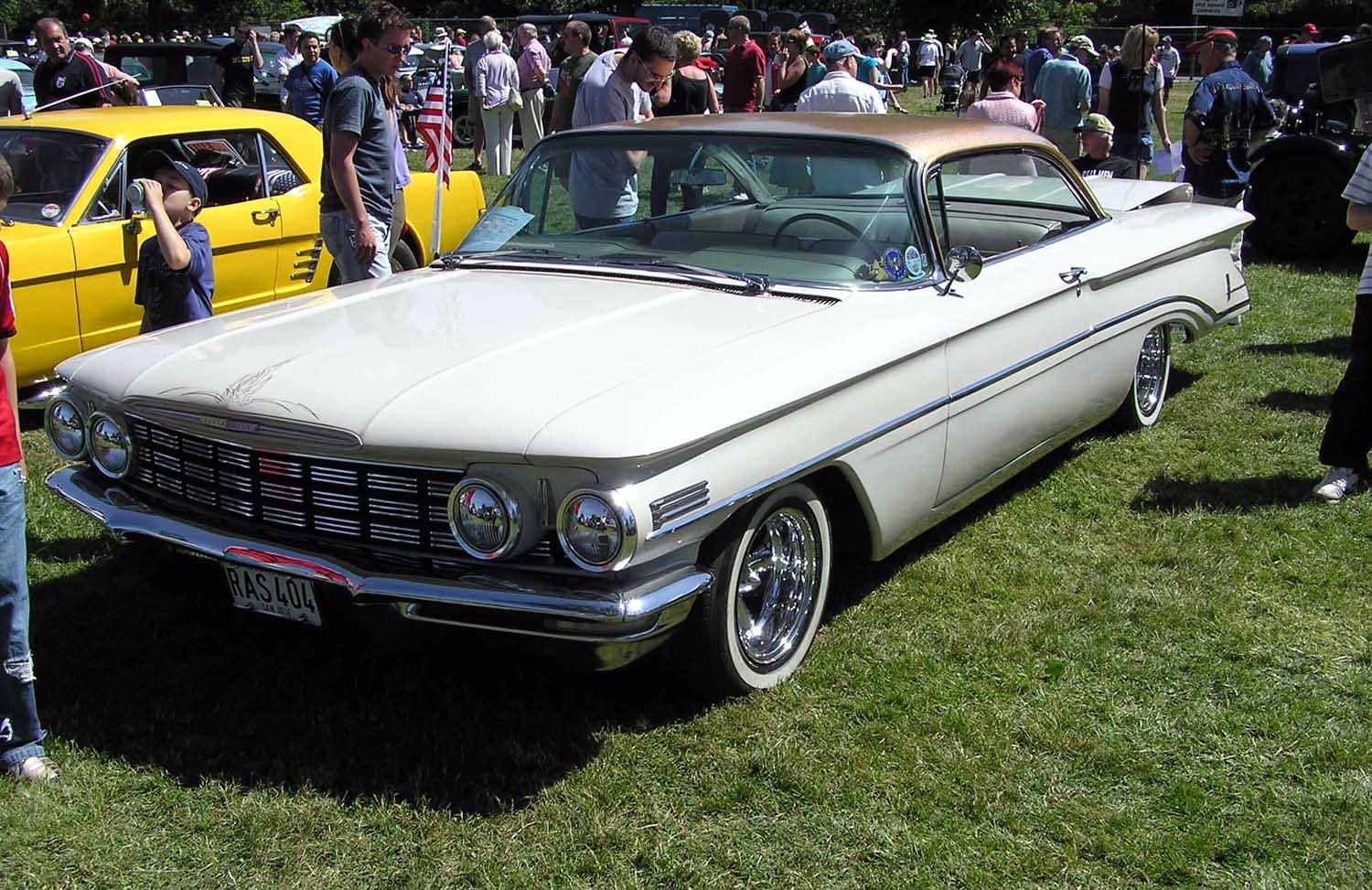
Oldsmobile 88 del 1960

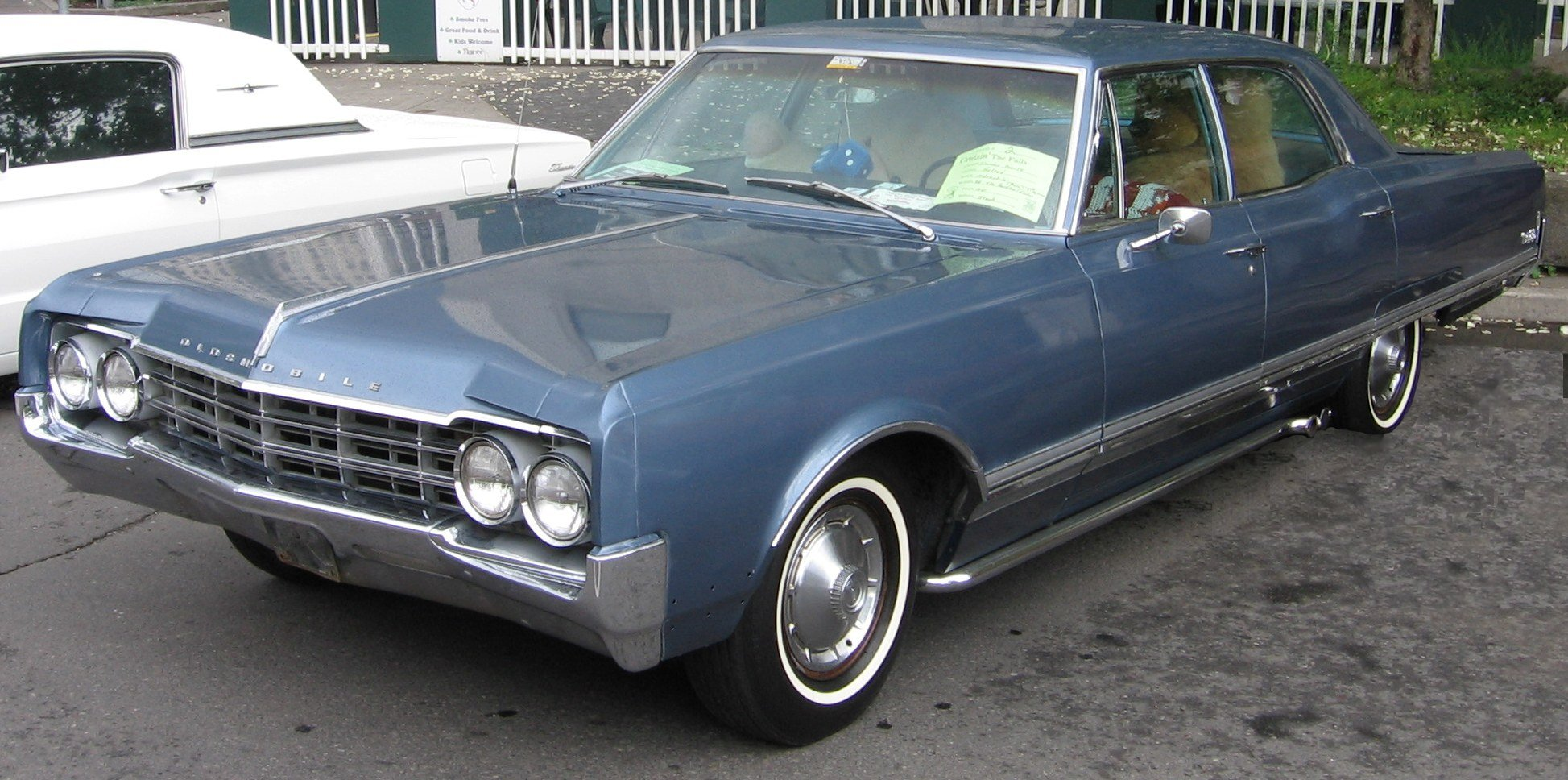
Oldsmobile 98 del 1965

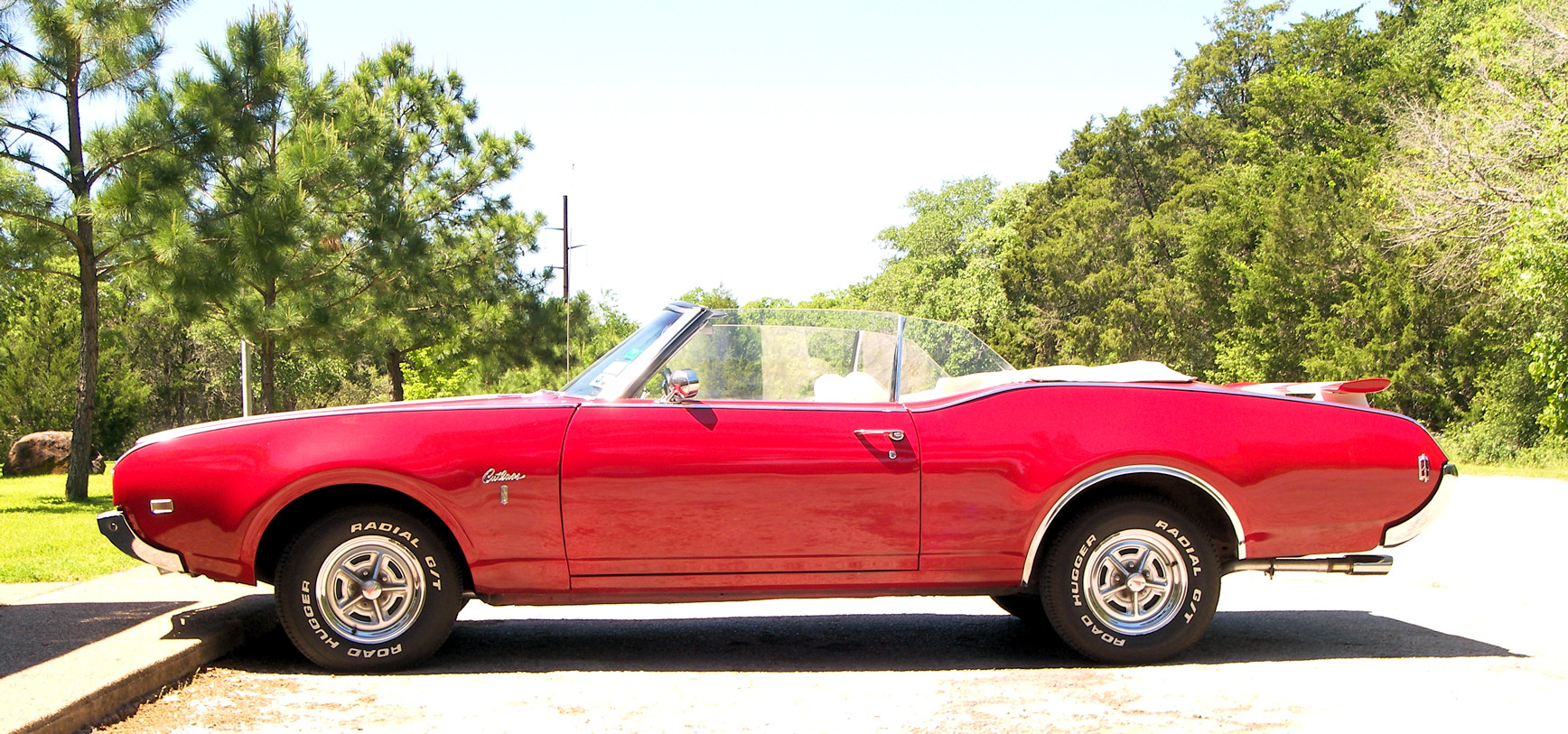
Oldsmobile Cutlass del 1969

En aquesta època, la posició que ocupava Oldsmobile entre Pontiac i Buick començava a dissoldre's, a mesura que anaven sortint nous models i, el fet de ser el primer a oferir una versió amb turbocompressor l'any 1962, Turbo Jetfire, el 1966 el primer cotxe de tracció davantera amb el Toronado, el Vista Cruiser o el 442, un cotxe de tipus muscle car.
Destacar els següents models:
- Oldsmobile 442 (1964-1991), que va sorgir el 1964 com a paquet d'equipament "muscle clar" (transmissió manual de 4 velocitats, carburador de quàdruple cos i dos tubs d'escapament) per als F-85/Cutlass. El 1968 esdevindrà un producte independent i equiparà motors com un 7.4 L V8. Va ser nomenat "Top Car" del 1965 per la "Car Craft Nationals".
- Oldsmobile Cutlass (1961-1999), un cotxe de tipus mid size i que se convertirà en l'Oldsmobile més venut als anys 70 i 80 i durant alguns anys, el cotxe més venut als Estats Units. El 1966 es presenta el Cutlass Supreme, un sedan 4 portes de sostre dur amb un motor Turbo Jetfire de 320 cv. L'any següent, s'oferirà en múltiples carrosseries.
- Oldsmobile F-85 (1961-1972), un sedan de tipus compact, un coupe i una versió familiar (station wagon) equipades amb un motor 3.5 L V8 de 155 cv. A partir del 1964 s'ofereixen motors de 6 cilindres en V (V6) i V8.
- Oldsmobile Vista Cruiser (1964-1977), un automòbil familiar (station wagon) que està basat amb el Cutlass familiar però amb una batalla més petita. Destacava per tenir un sostre sobre-elevat amb dos petites finestretes en la segona fila de seients.
- Olsmobile Starfire (1961-1966) un coupe de sostre dur de caràcter esportiu, basat amb l'Oldsmobile 88. Seients de pell, tauler de control ubicat al centre del cotxe i una transmissió Hydra-Matic ubicada a terra i direcció assistida entre d'altres, equipats amb la versió més potent del Rocket V8.
- Oldsmobile Jetstar I una versió coupe de sostre dur basat amb el 88 (anomenat Jetstar 88) i el Starfire. Es tractava d'una versió amb seients amb un vinil "Moroceen" i motors Rocket V8 i transmissions manual de 3 o 4 velocitats i automàtica Hydra-Matic (observació: els anys 1963-1966 Oldsmoble va anomenar al seu model tipus full size més econòmic Jetstar 88, el qual no té res a veure amb el Jetstar I, i amb un preu inferior amb aquest).
- Oldsmobile Toronado (1966-1992) és un coupe de tracció davantera classificat en la categoria de personal luxury car. En el seu temps va ser el cotxe més gran i potent (en concret, el Super Rocket V8 de 385 cv) de tracció davantera fabricat fins al moment, i un dels primers a equipar una transmissió automàtica, Turbo Hydra-Matic. La revista Motor Trend va anomenar-lo el "Cotxe de l'any" del 1966.

### Anys 70 i 80

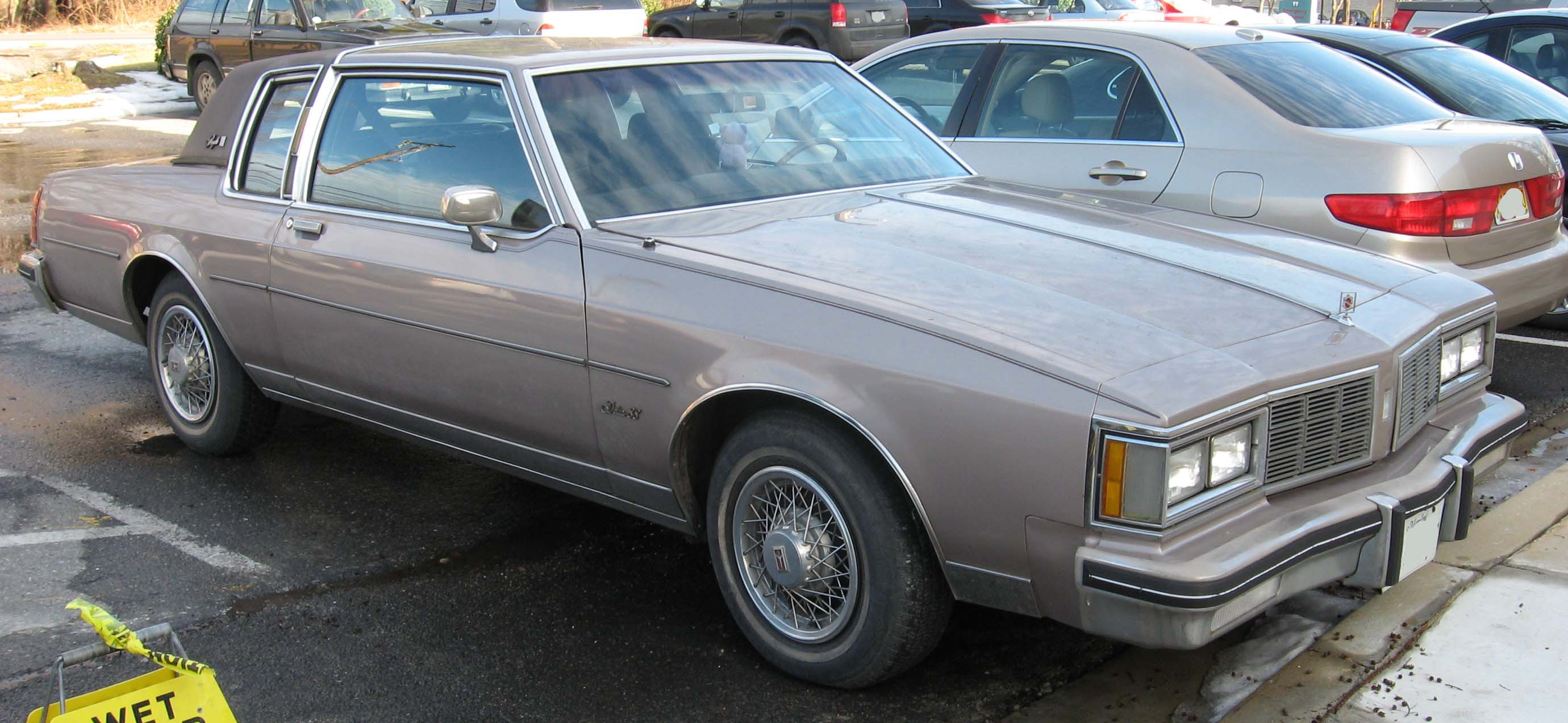
Oldsmobile Delta 88 del 1977-1985

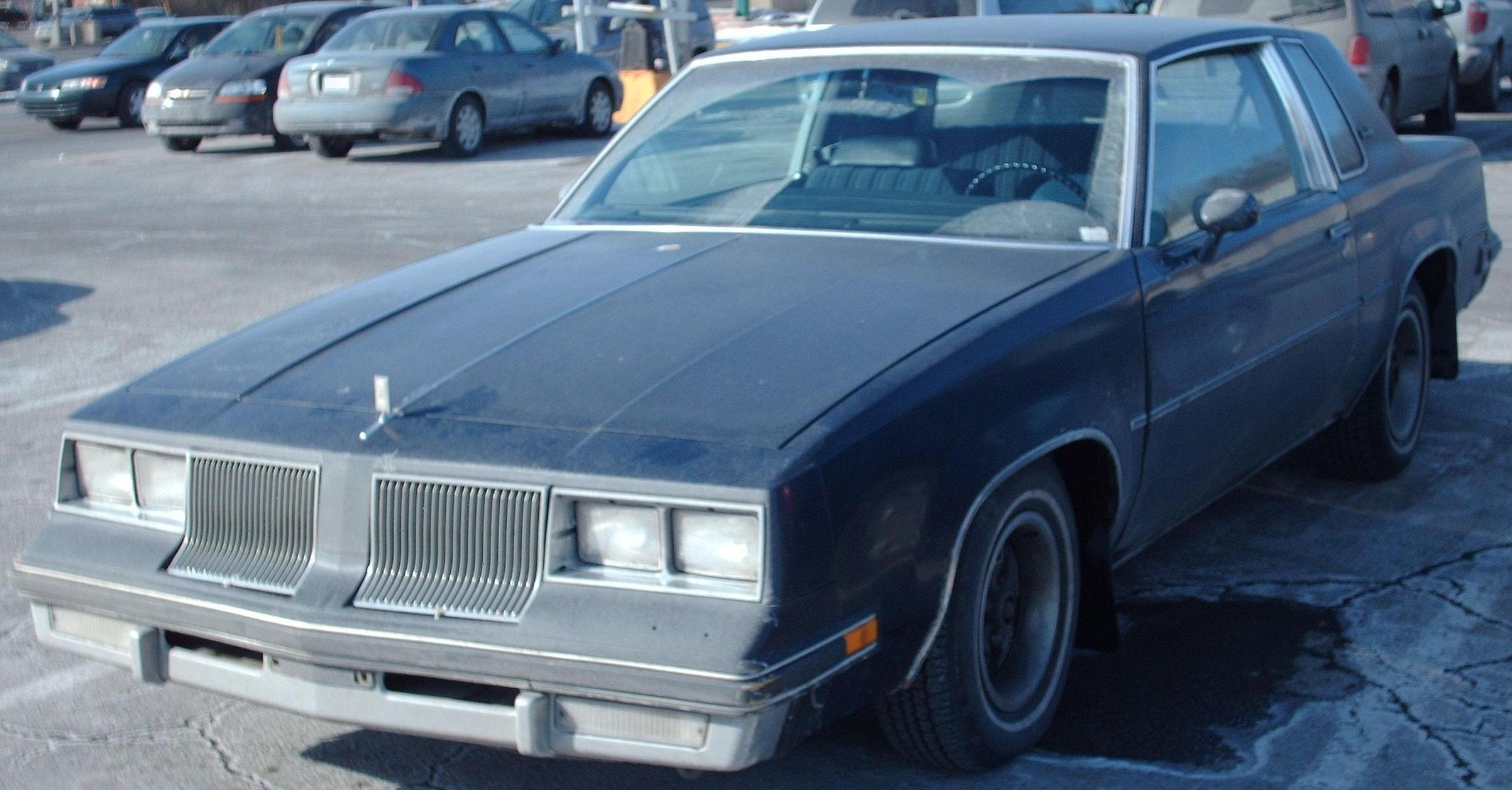
Oldsmobile Cutlass Supreme del 1977-1988

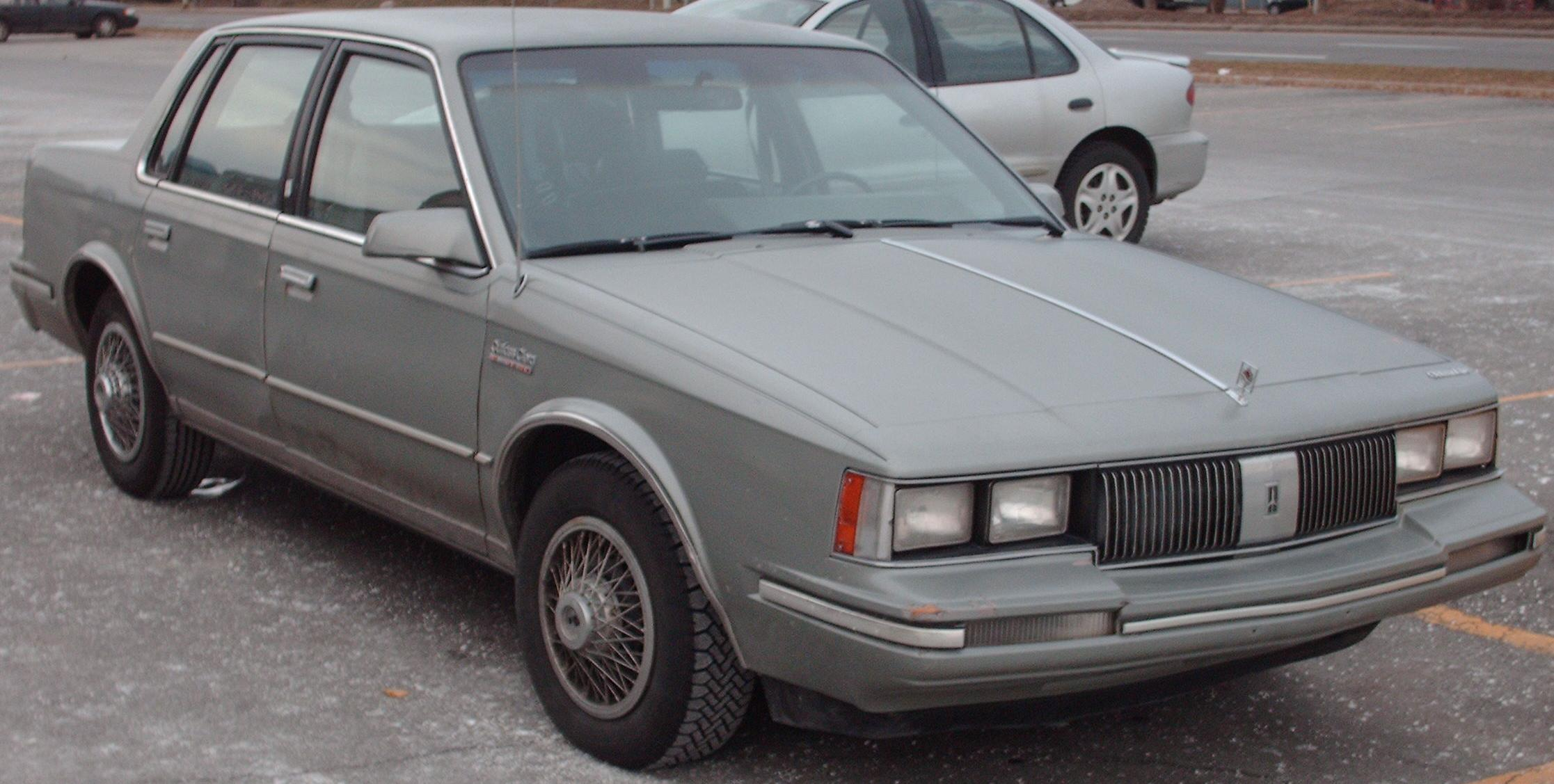
Oldsmobile Cutlass Ciera del 1982-1984

Les vendes en aquests d'anys d'Oldsmobile van créixer, gràcies als dissenys dels cotxes que agradaven als consumidors, i una bona crítica dels experts, i la percepció de qualitat i fiabilitat del motor Rocket V8. La sèrie de models Cutlass d'Oldsmobile van convertir-se en els cotxes més venuts als Estats Units l'any 1976. Oldsmobile va ocupar el 3èr lloc en vendes, desplaçant a Plymouth i Pontiac i tenint només per davant a Chevrolet i Ford Motor Company. A principis dels anys 80 la producció d'Oldsmobile sovint arribava a 1.000.000 d'unitats, unes xifres que només Ford Motor Company i Chevrolet havien assolit.
La creixent fama dels automòbils Oldsmobile es troba a finals dels anys 70. En aquesta època, Oldsmobile fabricava els seus propis motors V8 i el 1977, Chevrolet, Pontiac i Buick equipaven motors Rocket V8. La demanda era tan alta que Oldsmobile es va veure obligada a equipar en alguns models com el 88 Delta el motor Chevrolet V8; aquest punt no va ser mancat de polèmica sobre si existien diferències en la qualitat i les prestacions entre aquests motors, encara que hi havia acord en què es tractaven de motors diferents. Molts compradors eren lleials a Oldsmobile i demanaven en concret que el seu Oldsmobile equipés el Rocket V8, però no es donaven compte que en realitat els posaven el motor de Chevrolet… fins que a l'hora de revisar-lo (augmentar la potència) veien que les peces no encaixaven. Això va ser un autèntic mal són per a GM i es va veure obligada -via advertiments, via publicitat- a comunicar que "els Oldsmobile equia motors fabricats per les diferents divisions de GM" (d'aquí que des d'aquell fins ara tots els motors estan fabricats per "GM Powertrain", per evitar aquestes situacions". Aquest fet, malgrat la popularitat que tenien els Oldsmobile, va provocar un canvi de tendència, i les vendes de les versions amb motor V8 provocarà un canvi importat, i la versió del motor V8 de Chevrolet va ser suprimida.
Destacar els següents models:
- Oldsmobile Cutlass Supreme (1967-1997): De major potència i més luxe que els Cutlass i Cutlass S. Models semblants amb aquest són el Buick Regal, Pontiac Grand Prix i el Chevrolet Monte Carlo.
- Oldsmobile Cutlass Ciera (1982-1996): Un cotxe tipus mid size de bona acollida entre el públic, basat amb el xassís A (com el Chevrolet Celebrity o Buick Century).
- Oldsmobile Custom Cruiser (1971-1992): Un vehicle familiar de tipus full size.
- Olsmobile Starfire (1975-1981): Un cotxe esportiu de tipus compact, semblant al Chevrolet Monza.
- Oldsmobile Firenza (1982-1988): Un cotxe de tipus compact amb diferents carrosseries
- Oldsmobile 98: El cotxe tipus full size de luxe disminueix les seves mides el 1977 i novament el 1985, on passa a convertir-se en un tracció davantera.
- Oldsmobile Toronado (1966-1992): El cotxe tipus personal luxury coupe rep un restyling notori, a part de reduir la seva mida el 1986.
- Oldsmobile Omega (1973-1984): Un cotxe de tipus compact basat en un principi amb el Chevrolet Nova i posteriorment amb el Chevrolet Citation. El Cutlass Calais el substituirà.
- Oldsmobile Firenza (1982-1988): Un cotxe de tipus compact amb diferents carroseries incloent una coupe, familiar, hatchback. Models similars amb aquest són el Chevrolet Cavalier o el Buick Skyhawk entre d'altres.

### Anys 90

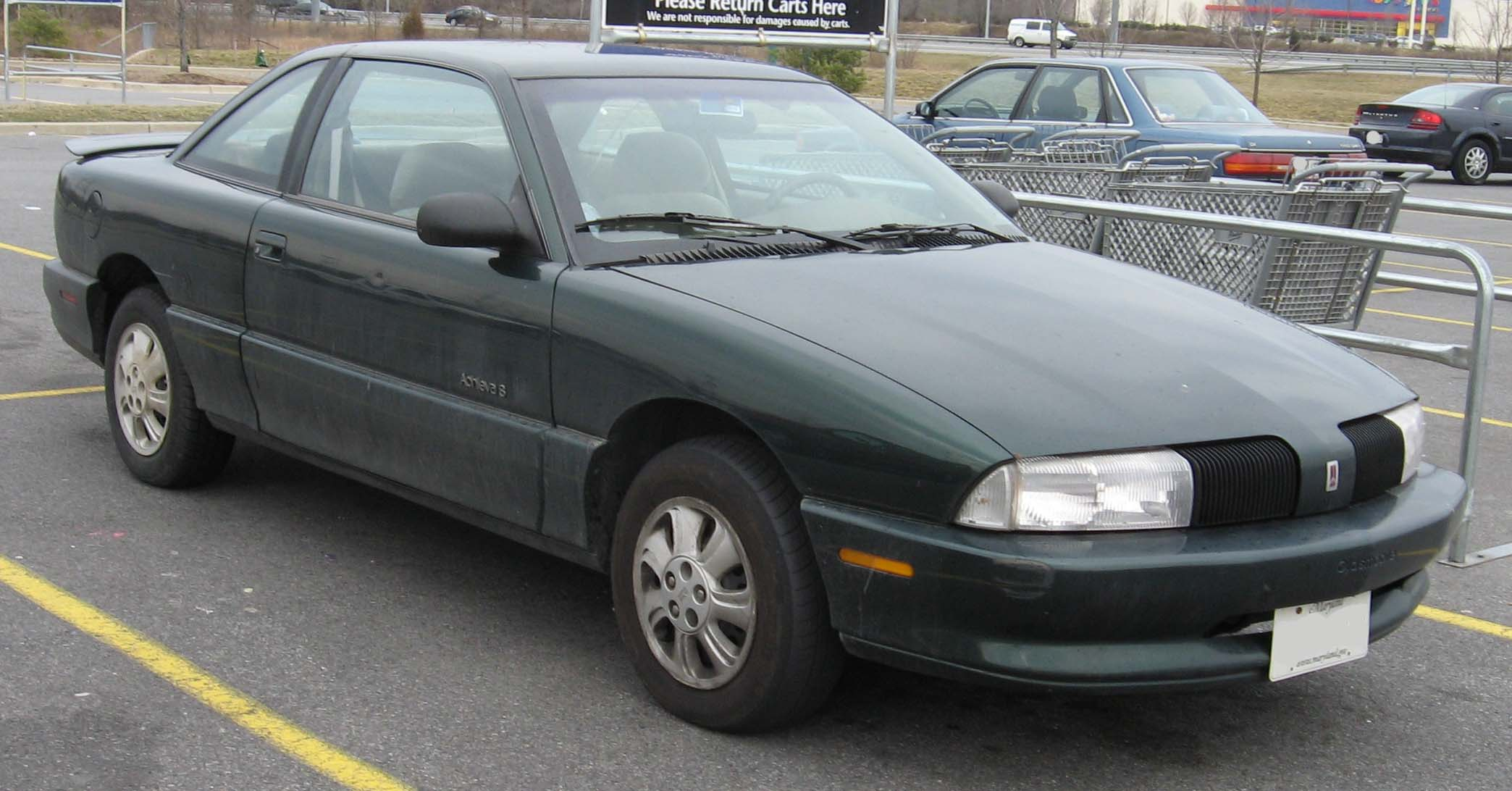
Oldsmobile Achieva del 1992-1998

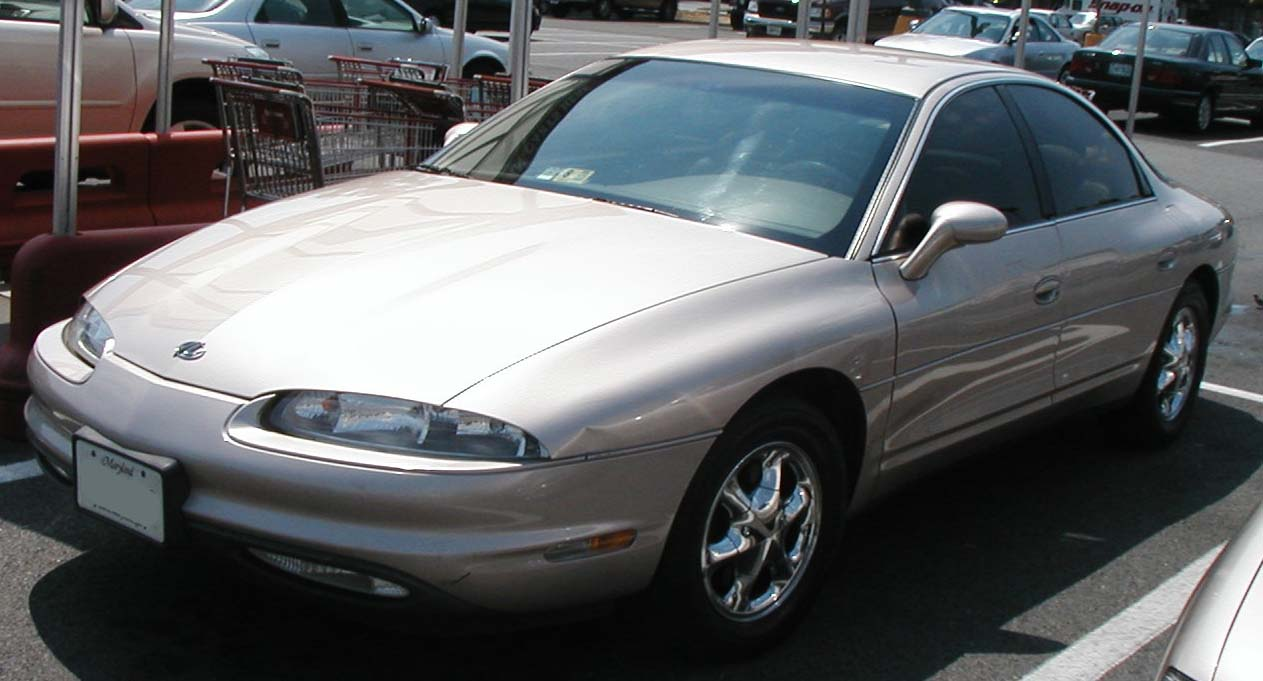
Oldsmobile Aurora del 1995-1999

Després del gran èxit assolit a principis dels anys 80, les coses van canviar per Oldsmobile, i pels anys 90, la marca va perdre el seu lloc en el mercat, aixafada entre el rebrot de Pontiac i Buick. Els Oldsmobile van començar a ser cotxes fabricades per altres divisions però comercialitzats sota la signatura d'Olsmobile i GM canvia l'orientació de vehicles de prestacions cap a les marques Chevrolet i Pontiac, tot i que General Motors decideix mantenir el caràcter de cotxe "experimental", amb dissenys molt futuristes com el "guinea pig", oferint el Toronado Trofeo amb instrumentació visual (VIC), una pantalla CRT tàctil on es podia controlar el climatitzador i la ràdio, a part d'un avançat ordinador que mesura el consum instantani i la distància entre altres funcions. Posteriorment, Oldsmobile presentarà l'Aurora, que inspirarà el disseny dels seus cotxes de mitjans dels anys 90. General Motors decideix que la marca destaqui pel seu contingut tecnològic; desapareix el seu tradicional logotip, el "rocket" (coet), per un altre. Vehicles com el Cutlass Supreme, 88, 98 o Toronado van desaparèixer.
Destacar els següents models:
- Oldsmobile Achieva (1992-1998) - Vehicle compact amb carrosseries coupe i sedan
- Oldsmobile Alero (1999-2004) - Vehicle compact amb carrosseries coupe i sedan
- Oldsmobile Aurora (1995-2003) - Vehicle full size de luxe amb carrosseria sedan
- Oldsmobile Bravada (1991-2004) - Vehicle SUV
- Oldsmobile Cutlass (1997-1999) - Vehicle mid size amb carrosseria sedan
- Oldsmobile Eighty Eight (1949-1999) - Vehicle full size premium
- Oldsmobile Intrigue (1998-2002) - Vehicle mid size amb carrosseria sedan
- Oldsmobile Silhouette (1990-2004) - Vehicle minivan

### Segle XXI i cessament

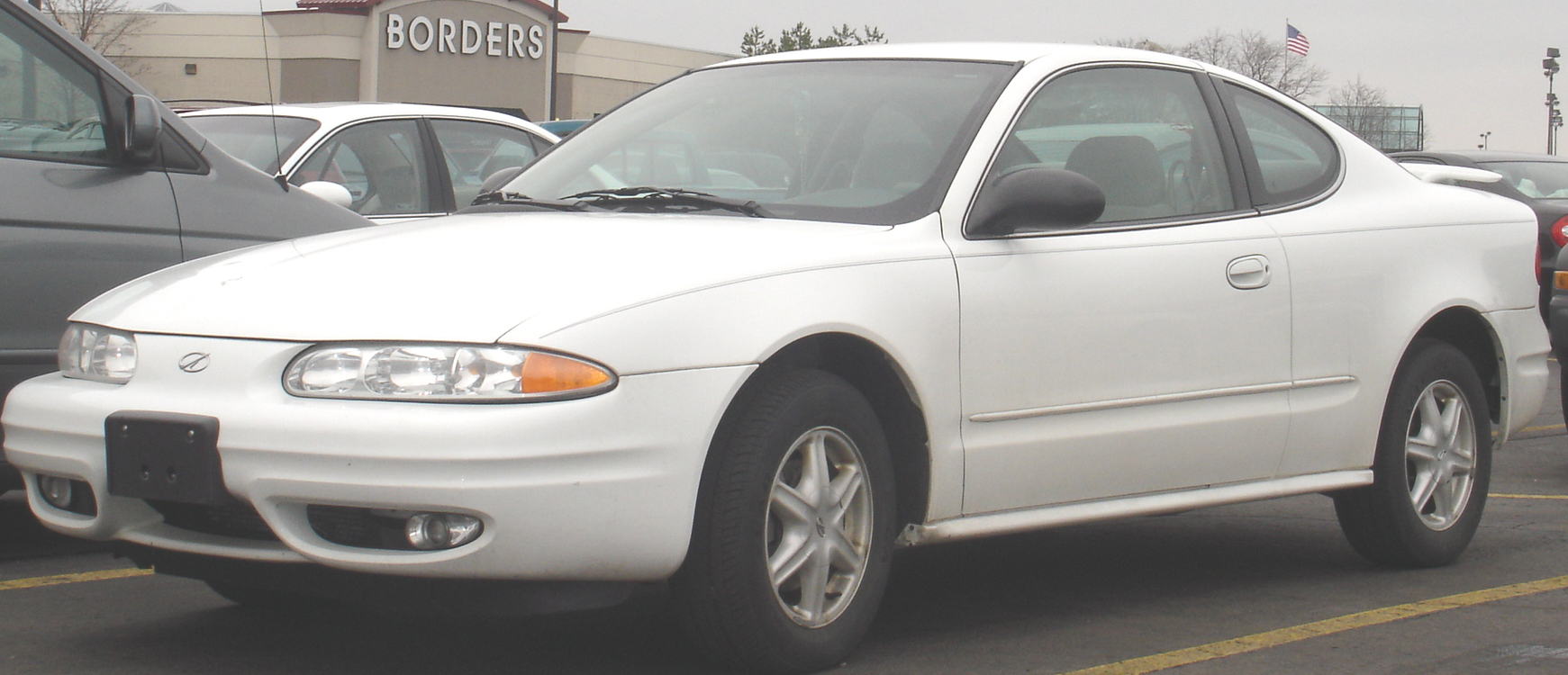
Oldsmobile Alero del 2001

Tot i que els Cutlass i l'Aurora van vendre's força bé, General Motors va considerar-les insuficient i en conseqüència, aquesta contínua caiguda de les vendes (si les comparem amb l'èxit assolit als anys 70 i 80), General Motors va anunciar al Desembre del 2000 la dissolució de la marca Oldsmobile. L'any 2004 va ser l'últim any d'aquest. La desaparició de la marca va seguir el següent calendari:
- Finals del 2001: L'any 2002 el Bravada esdevé l'últim nou model d'Oldsmobile.
- Juny del 2002: Acaba la producció de l'Intrigue i de l'Aurora V6.
- Maig del 2003: Acaba la producció de l'Aurora V8.
- Gener del 2004: Acaba la producció del Bravada.
- Març del 2004: Acaba la producció del Silhouette.
- Abril del 2004: Acaba la producció de l'últim Oldsmobile fabricat: l'Alero; en concret, el 29 d'abril de 2004, un Alero GL sedan de 4 portes.

Les últimes 500 unitats dels models esmentats anteriorment van rebre un paquet especial, el "Final 500", pintats de color cirera fosc i amb una carta commemorativa.
Oldsmobile és molt ben recordada avui dia com una de les marques estatunidenques més antigues, per les seves innovacions tecnològiques i per la seva popularitat i vendes en els anys 70 i 80.

## Possibles explicacions de la seva dissolució

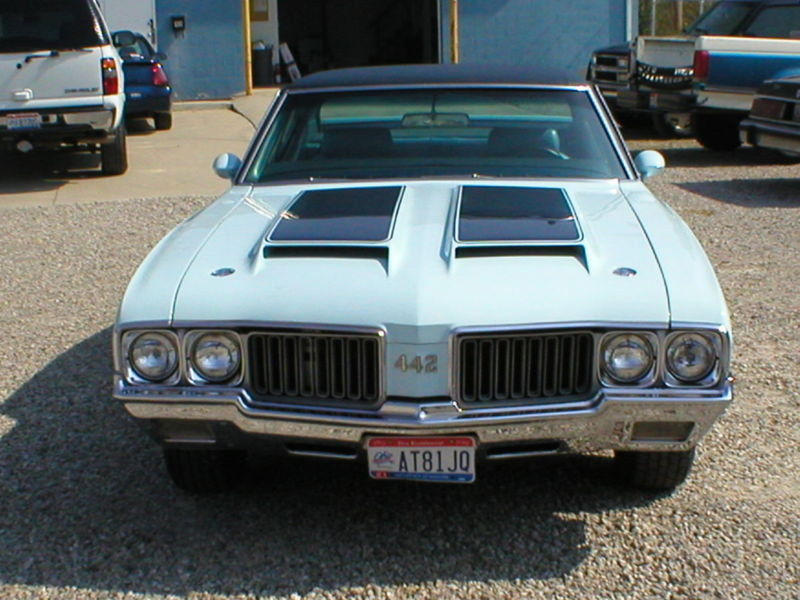
Oldsmobile 442 del 1970

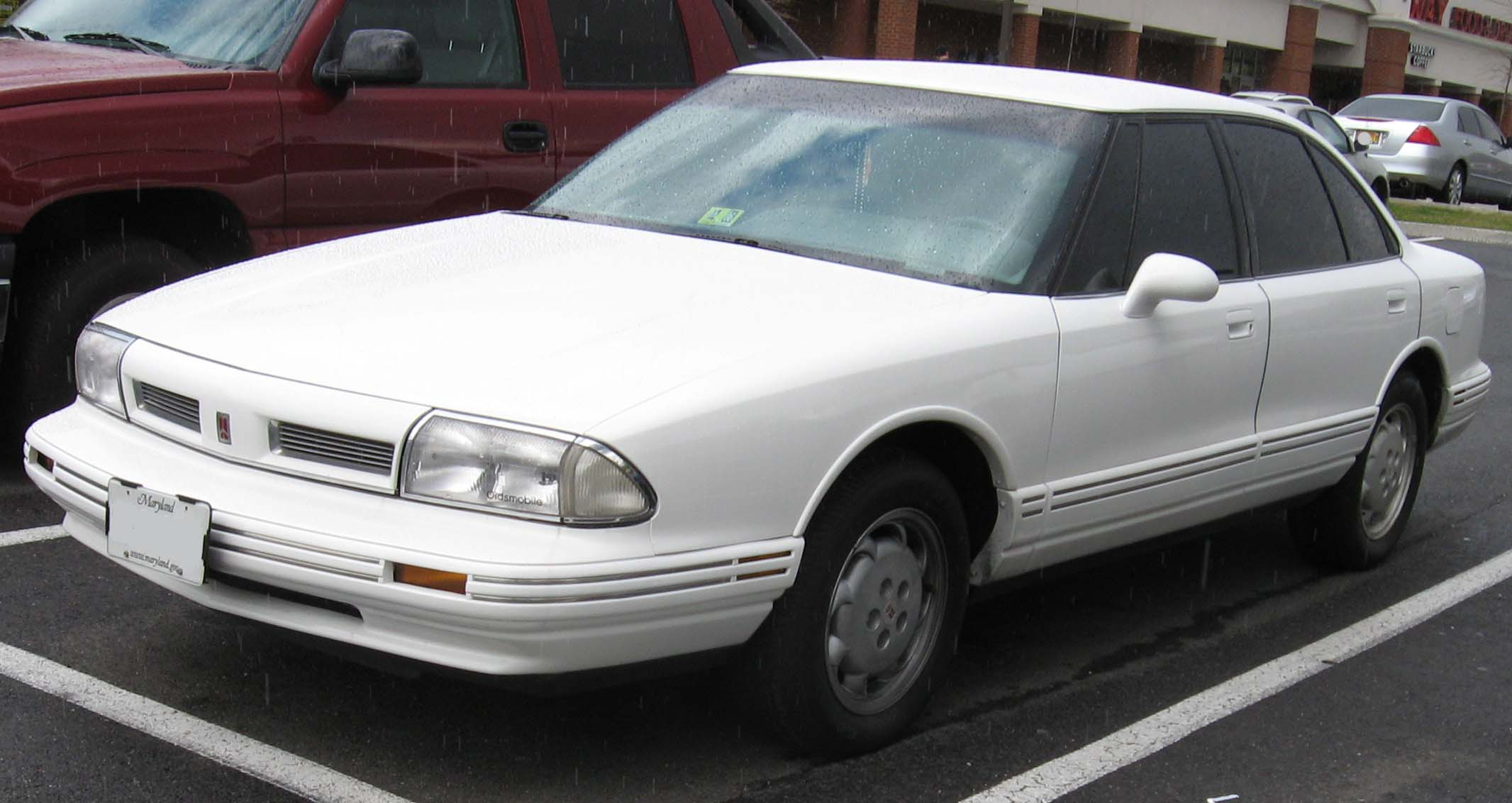
Oldsmobile 88 del 1992-1995

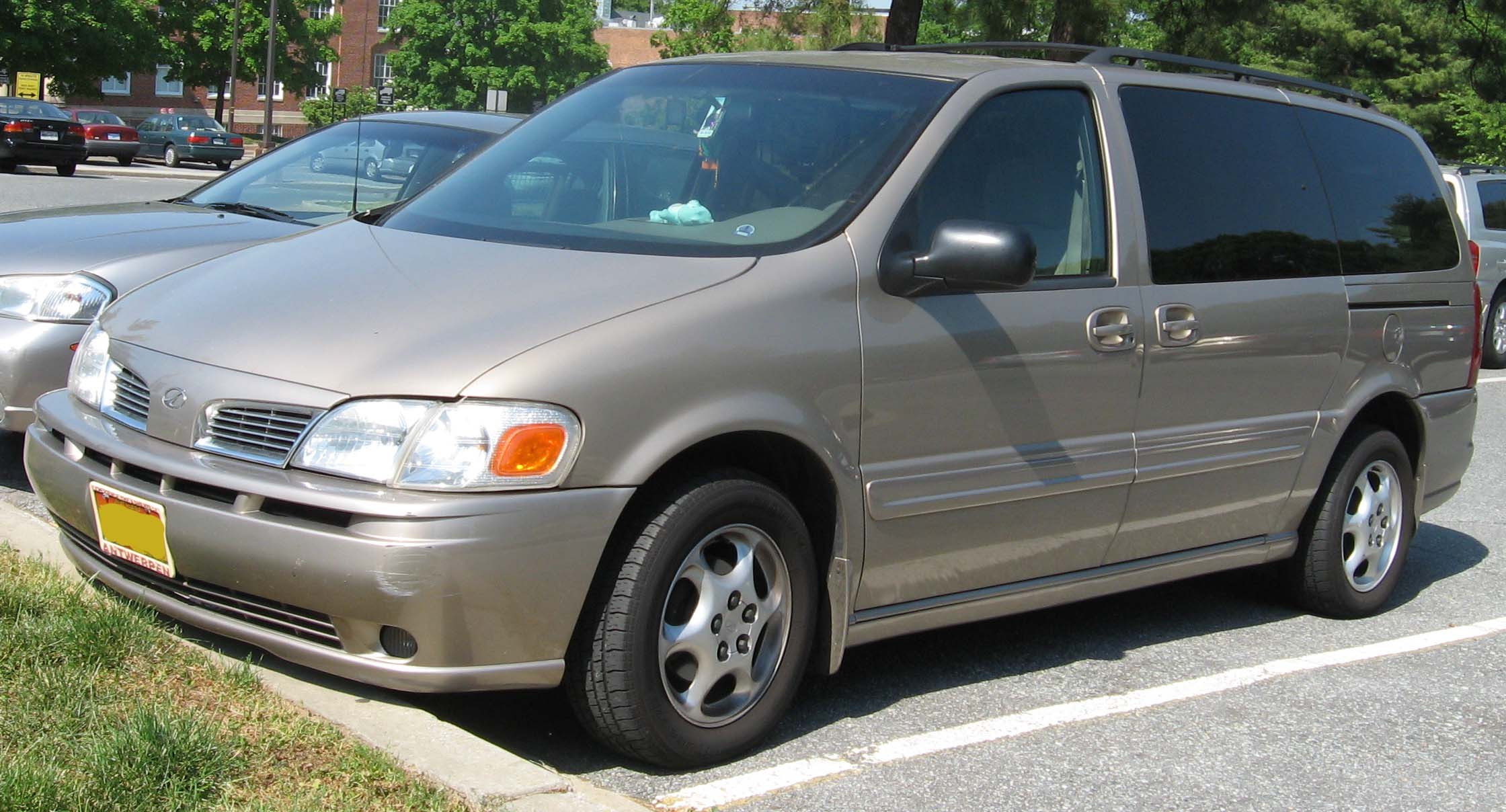
Oldsmobile Silhouette del 2001-2004

En un article a Slate.com Rob Walker assenyala que a finals dels anys 80 Oldsmobile tenia una gamma de vehicles una mica desfasada i la marca va decidir redefinir profundament la seva estratègia, passant a tenir una identitat molt clara a una marca sense cap orientació.
Oldsmobile va aconseguir oferir un vehicle per a la classe mitjana, d'alta qualitat però sense arribar a ser un Cadillac. El problema va ser, en la nova estratègia, considerar antiquat. Aquesta temptativa d'Oldsmobile de distanciar-se d'aquesta reputació amb un eslògan com "Not your father's car" va provocar, sobretot, que els lleialistes d'Oldsmobile, la seva opció ara era considerada una vergonya. Uns anys després va canviar-se per "We have got a brand new Oldsmobile, this is a new generation of Olds", però ja no va ajudar gaire.
Conclou Walker en què l'antiga identitat d'Oldsmobile s'havia fet tan forta que era impossible de superar-la. També pensa que possiblement una diferent estratègia de màrqueting podria haver ajudat que avui dia tinguéssim Oldsmobile.
Dave Smith, a Ward's Auto World de gener del 2001 assenyala amb força precisió alguns motius de per què Oldsmobile va perdre mercat:
- General Motors va seguir oferint recursos a Oldsmobile, però no tenia imatge, era una marca "sense personalitat" i per aquest motiu el seu èxit no va ser el que va tenir Toyota o Honda. Oldsmobile hauria d'haver fet èmfasi amb els seus mèrits tècnics, però això no va succeir.
- Durant els anys 70 i 80 fabricants estrangers (en particular Honda) van fixar el seu objectiu contra els concessionaris d'Oldsmobile perquè en aparença van concloure que eren interessants i vulnerables (damm good, damm vulnerable). Això va provocar que lentament anés perdent concessionaris per falta d'una estratègia d'atac per part de la marca.
- El Cutlass era una màquina d'ingressos. Però en els seus anys de declivi, GM va disminuir i suprimir la marca "Cutlass" i qualsevol altre nom que significava quelcom per al comprador; tristament, el Cutlass va quedar reduït a un Chevrolet Malibu. El Toronado, 88 i 98 van deixar lloc a l'Achieva, Alero, Bravada, Intrigue i Aurora; qui sabia que era un realment un Oldsmobile? Una vergonya el pensar que aquest joc de noms donaria efectes; potser l'haver posat noms venerables trobant-los un significat podria haver salvat Oldsmobile.
- El factor geezer. Un vell amic d'Omaha va adquirir un Oldsmobile 98 fa anys. Sobtadament, va disminuir la mida del 98. Ella va adquirir un Mercury Marquis i mai va disminuir de mida. No pensa ell que la gent compra un vehicle o camioneta perquè senzillament apunta cap a un segment d'edat. Joves i antics, ells compren cotxes per molts motius. Oldsmobile ha tingut, durant dècades, tenia la clau en la relació producte-valor d'aquest. Però al voler inclinar-se cap al mercat "jove", Oldsmobile va abandonar la seva tradició i va oferir una gamma sense personalitat.

## Models fabricats per Oldsmobile
- Oldsmobile Curved Dash
- Oldsmobile Limited Touring
- Oldsmobile 40
- Oldsmobile 53
- Oldsmobile 66
- Oldsmobile 88
- Oldsmobile 98
- Oldsmobile Series 60
- Oldsmobile Series 70
- Oldsmobile Series 90
- Oldsmobile 442 (1968-1971)
- Oldsmobile Cutlass (1964-1999)

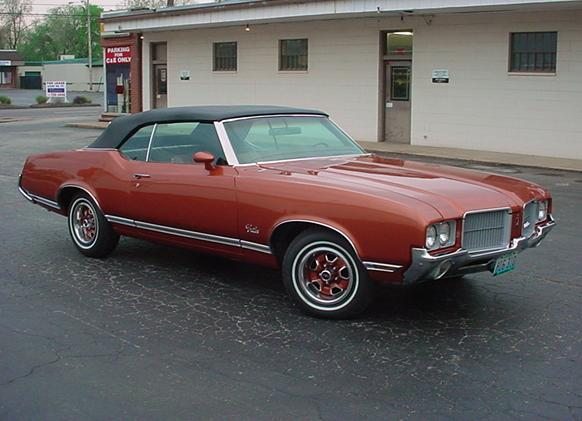
Oldsmobile Cutlass del 1971

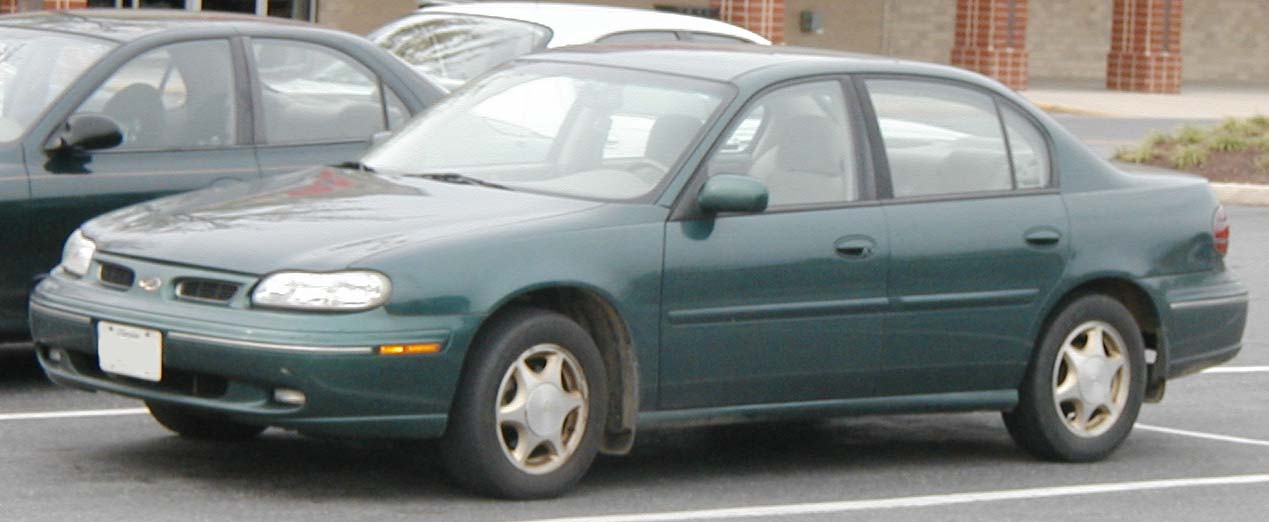
Oldsmobile Cutlass del 1997-1999

- Oldsmobile Cutlass Supreme (1970-1997)
- Oldsmobile Cutlass Salon
- Oldsmobile Cutlass Calais (1985-1991)
- Oldsmobile Cutlass Ciera (1982-1996)
- Oldsmobile Custom Cruiser (1971-1992)
- Oldsmobile Vista Cruiser (1964-1977)
- Oldsmobile F-85 (1961-1963)
- Oldsmobile Toronado (1966-1992)
- Oldsmobile Starfire (1975-1980)
- Oldsmobile Firenza (1982-1988)
- Oldsmobile Aerotech (1987) (prototip)
- Oldsmobile Achieva (1992-1998)
- Oldsmobile Alero (1999-2004)
- Oldsmobile Aurora (1995-2003)
- Oldsmobile Bravada (1991-2004)
- Oldsmobile Intrigue (1998-2002)
- Oldsmobile Silhouette (1990-2004)

## Fites d'Olsmobile
- Ofereix el primer comptaquilòmetres el 1901.
- l'Curved Dash esdevé el primer cotxe produït en massa en el 1901.
- El primer fabricant a obtenir els components de terceres empreses per fabricar els seus vehicles el 1901 -motiu: un incendi a la seva fàbrica de Detroit, Michigan-.
- Ofereix la primera transmissió plenament automàtica: la Hydra-Matic el 1940.
- El Toronado esdevé el primer cotxe estatunidenc de tracció davantera fabricat en massa l'any 1967.
- El Toronado esdevé el primer cotxe estatunidenc en oferir airbag al copilot l'any 1974.
- La primera marca estatunidenca en oferir un motor dièsel de fabricació nacional en els seus automòbils (full size en aquest cas) l'any 1978.
- L'Olsmobile Aerotech, un concept car va marcar un record de velocitat: 257 mph (413 km/h).[2]
- Guidestar, el primer sistema de navegació ofert en un cotxe l'any 1995.
- La primera companyia de cotxes de Nord-amèrica en celebrar els seus 100 anys d'història l'any 1997.

## Oldsmobile en la cultura popular
L'Oldsmobile destaca per haver sigut motiu d'inspiració musical com:

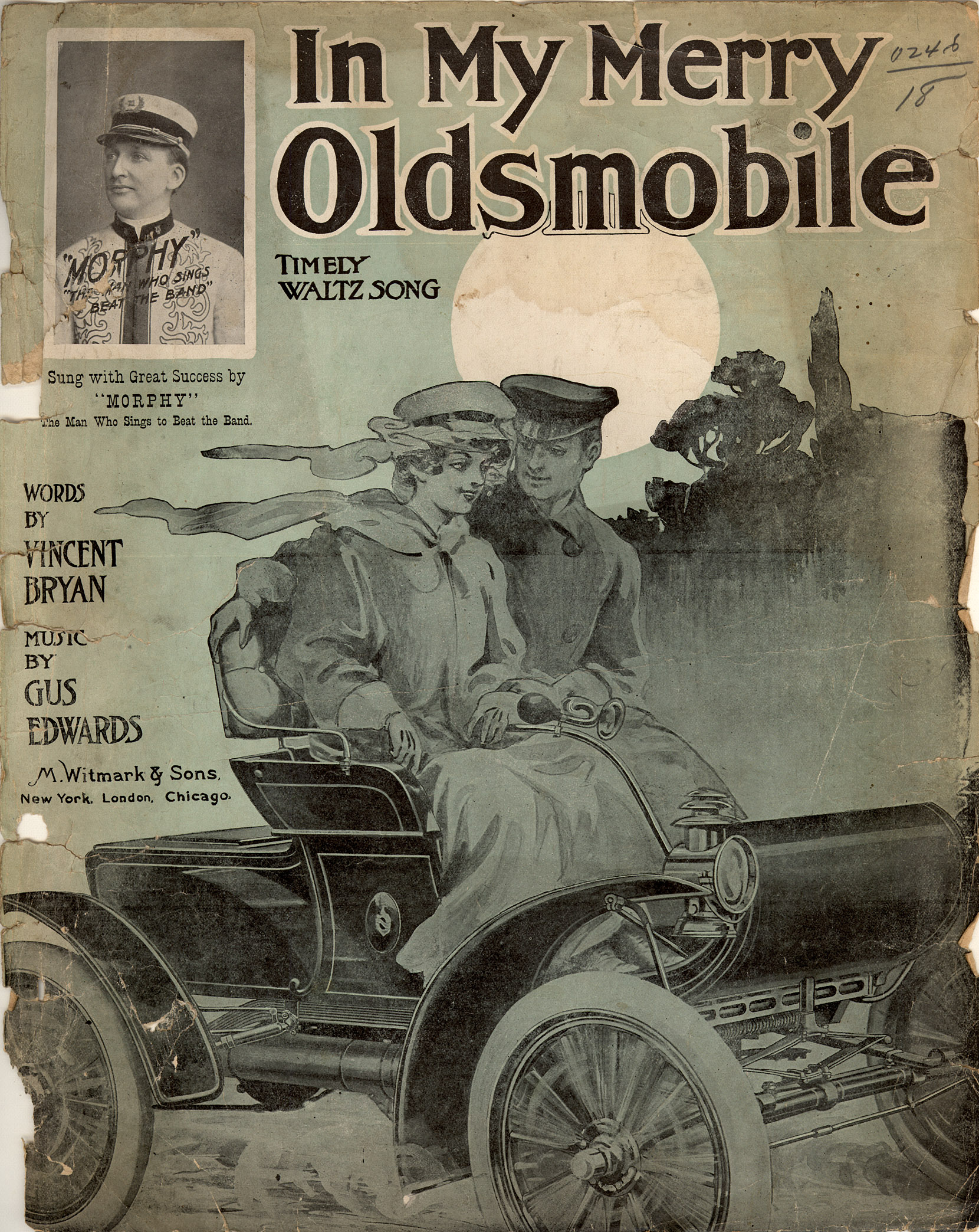
In My Merry Oldsmobile, on apareix un Curved Dash

- "In My Merry Oldsmobile", una cançó de Gus Edwards del 1905 i lletra de Vincent P. Bryan; la cançó va gaudir d'èxit una altra vegada als anys 20. Aquesta música va aparèixer en uns dibuixos animats que tenien el mateix nom per Fleischer Studios.
- "Rocket 88", una cançó del 1951 composta per Ike Turner. Es diu per molts que va tractar-se de la primera gravació de música rock and roll.
- "You're Gonna Get Yours" de l'àlbum de Public Enemy Yo! Bum Rush The Show de l'any 1987, i una oda dedicada al Ninety-Eight.

Els automòbils Oldsmobile han fet acte de presència en moltes pel·lícules:
- Million Dollar Baby (2004) - El personatge Frank Dunn condueix un Oldsmobile 98 sedan de principi dels anys 80.
- 8 Mile (2002) - El personatge Jimmy "B. Rabbit" Smith Jr. (Eminem) condueix un Delta 88 del 1974.
- Sgt. Pepper's Lonely Hearts Club Band (film) (1978) - Apareix una versió escurçada del Toronado Limo.
- The Blues Brothers (1980) - Durant l'escena de la famosa persecució, dins del Dixie Square Mall, els Blues Brothers derrapen amb el seu cotxe i destrossen els vidres d'un aparador on apareixen Oldsmobiles. Mentre ells s'aparten, Elwood diu "New Oldsmobiles are in early this year.".
- Any Which Way You Can (1980) - Quan Clint Eastwood arriba a Jackson Hole, Wyoming, per al gran combat, el seu oponent i amic William Smith condueix un 98 Regency vermell del 1980.
- Cheaper By The Dozen (2003) - Tom Baker (Steve Martin) entrega al seu fill Charlie (Tom Welling) un Cutlass Supreme de principis dels anys 80.
- A Christmas Story (1983) - Ralphie diu, "Some men are Baptists, others Catholics, my father was an Oldsmobile man."
- Arma Letal (1987) - Murtaugh condueix un Oldsmobile Delta 88 del 1986.
- The Dead Pool (1988) - El personatge Harry "Dirty Harry" Callahan que condueix un 98 Regency del 1985 es perseguix per un cotxe teledirigit que incorpora una bomba. El disseny del cotxe és el d'un Chevrolet Corvette del 1963[3]
- Arma Letal 2 (1989) - Murtaugh condueix l'automòbil de la seva esposa, un Custom Cruiser station wagon, que serà lentament destruït en el transcurs de la pel·lícula.
- Groundhog Day (1993) - Un Oldsmobile 88 del 1992 apareix breument en una persecució de Phil Conners (Bill Murray), qui condueix una camioneta Chevrolet.
- Turner and Hooch (1989) - Tom Hanks representa un personatge que és un policia que està al càrrec d'un gos que destrueix l'interior del seu cotxe, un 88 Royale Brougham del 1989.
- King of New York (1990) - Un 98 Regency del 1978-1980 és emprat com a vehicle camuflat per un corrupte policia de narcòtics de la NYPD quan ells perseguien a Frank White (Christopher Walken) en una limusina Cadillac Fleetwood de mitjans dels anys 80. l'Oldsmobile acaba completament destrossat.
- The Hunt for Red October (1990) - Es pot veure a l'Alec Baldwin sortint d'un 98 Regency de color fosc just en el moment que entra a la reunió que té a la White House.
- The Dark Half (1993) - El dolent de la pel·lícula, George Stark (protagonitzat per Timothy Hutton), és vist conduint un Toronado del 1966.
- Demolition Man (1993) - Orientada l'any 2032, un Oldsmobile 442 de color vermell clar del 1970 va ser descobert pels agents de policia John Spartan (protagonitzat per Sylvester Stallone), Lenina Huxley (protagonitzat per Sandra Bullock) i Alfredo Garcia (protagonitzat per Benjamin Bratt) en un suburbi de San Angeles. Usant un antic elevador, el cotxe trenca el terra i van a parar al sòl d'un concessionari modern d'Oldsmobile. L'agent John Spartman condueix del concessionari cap al carrer, que és el lloc on s'inicia l'escena de la persecució. Van usar-se diversos concept cars de GM. Irònicament, des que Oldsmobile va desaparèixer el 2004, el fet que aparegui el concessionari el 2032 és, en l'actualitat, un anacronisme, com també que el concessionari tingués el logotip de principis dels anys 90, ja que 3 anys després d'aquesta pel·lícula Oldsmobile el va substituir per un altre.
- Get Shorty (1995) - El personatge de John Travolta es queda amb una cara d'incredulitat quan li entreguen un Oldsmobile Silhouette de lloguer en comptes del seu Cadillac; el rentador del vehicle li diu "You got the Cadillac of minivans".

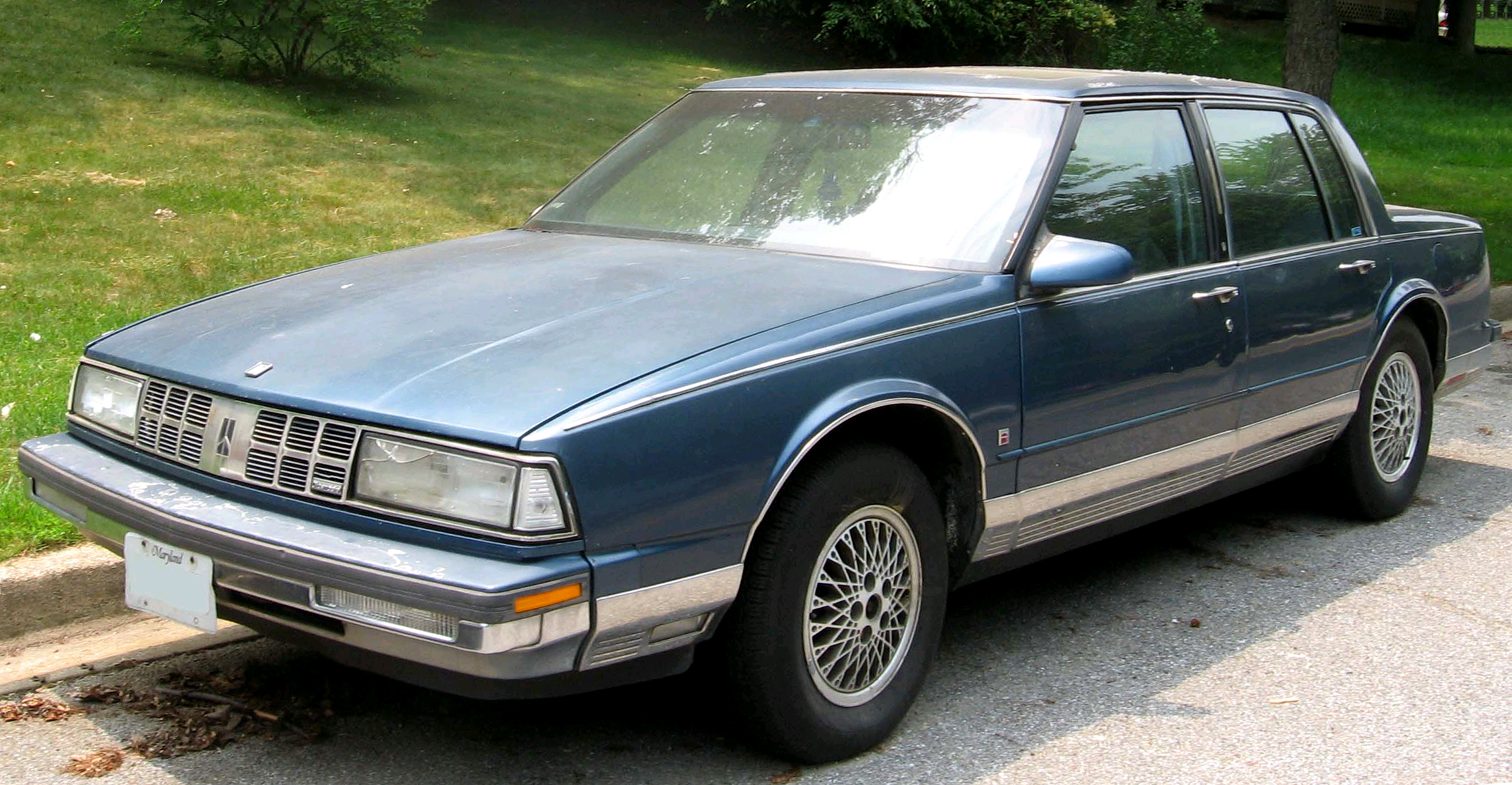
Un Oldsmobile Ninety-Eight del 1990 com aquest apareix a la pel·lícula Fargo

- Fargo (1996) - Apareixen automòbils Oldsmobile de finals dels anys 80, incloent el Cutlass Ciera i 98 Regency Brougham, com el personatge de William H. Macy era el director general del concessionari del seu pare.
- Memphis Bleek (2003) - El vídeo musical 'Round Here' produït per Def Jam.
- Kingpin (1996) - El cotxe de Roy Munson és un Cutlass descapotable nou que va rebre quan va deixar la casa.
- The X-Files (1998) - Un Oldsmobile Intrigue va ser usat severament pels personatges d'aquesta sèrie, a través d'un contracte publicitari entre General Motors i els productors d'aquesta sèrie. Temps enrere, un Oldsmobile Cutlass Ciera van ser usats també.
- That 70's Show (1998-2006) - Apareix un Oldsmobile Vista Cruiser del 1969, conduït pel personatge principal Eric Forman, amb escenes que succeeixen al voltan del "the Vista Cruiser".
- Reindeer Games (2000) - Un Cutlass Ciera del 1989 o 1990 és usat com a cotxe per fugir.
- According to Jim (2001-) El millor amic de Jim, Andy, condueix un Intrigue.

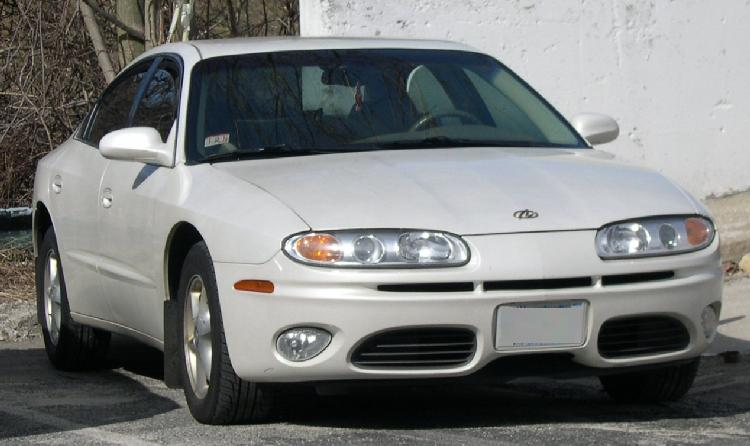
Un Aurora com aquest és el que destrossa l'Agent Johnson en l'escena de l'autopista de la pel·lícula The Matrix Reloaded.

- The Matrix Reloaded (2003) - força Oldsmobiles són usats en petites aparicions, especialment en l'escena de la persecució. Tot i que els personatges no condueixen cap Oldsmobile, va haver-hi una interacció entre Oldsmobile i escenes. De fet, l'Agent Johnson salta al davant d'un Aurora, destruint-lo completament. Una altra escena és on apareixen els bessons, "The Twins" disparant a través d'un Intrigue.
- Cars (2006) - Al campionat "Piston Cup", Bob Cutlass és un Aurora del 1999.
- Sam Raimi, el director de la pel·lícula tdendeix a usar un Oldsmobile Delta 88 del 1973 de color groc com a "cameo" en moltes pel·lícules seves, particularment en la Possessió infernal on és conduït per Ash, el personatge principal. Aquest vehicle va ser adquirit personalment per Raimi.
- Un Oldsmobile 88 apareix a la portada del videojoc Driver 2.
- Tenacious D in the Pick of Destiny (2006) - Un Cutlass Supreme blau del 1987 és usat en l'escena de la persecució de cotxes.

## Vendes al mercat estatunidenc de cotxes i camionetes
- 1996: 331.287
- 1997: 304.759
- 1998: 329.742
- 1999: 352.163
- 2000: 289.172
- 2001: 233.745
- 2002: 155.113
- 2003: 125.897
- 2004: 28.851
- 2005: 1866